# 6937 Valadon
6937 Valadon è un asteroide della fascia principale. Scoperto nel 1973, presenta un'orbita caratterizzata da un semiasse maggiore pari a 3,0098899 UA e da un'eccentricità di 0,0842676, inclinata di 9,48121° rispetto all'eclittica.